# Церква Святої Параскеви П'ятниці (Устечко)
Церква Святої Параскеви П'ятниці в Устечку — парафія і храм греко-католицької громади Товстенського деканату Бучацької єпархії Української греко-католицької церкви в селі Устечко Чортківського району Тернопільської области.
Церква та дзвіниця оголошені пам'ятками архітектури місцевого значення (охоронний номер 529/1, 529/2).

## Історія церкви
Перша згадка про релігійну громаду датується 1300 роком, коли на вулиці Кут була збудована дерев'яна церква, зруйнована монголо-татарами. У 1848 році на її місці встановили хрест на честь скасування панщини. У 2013 році біля цього хреста парафіяни побудували капличку.
Згодом у центрі села збудували велику дерев'яну церкву, яка згоріла через пожежу, що спалахнула під час похорону старшого брата парафії Павла Гоцуляка.
На місці згорілого храму в 1880-х роках стараннями о. декана Йосифа Гаванського була збудована нова кам'яна церква. Її освятили в 1886 році у день святої Параскеви П'ятниці.
До 1946 року парафія належала до УГКЦ. З 1946 по 1989 рік вона перебувала в підпорядкуванні РПЦ. У 1990 році парафія і храм знову повернулися в лоно УГКЦ.
У 1996 році єпископську візитацію здійснив владика Михаїл Сабрига.
При парафії діють братства «Апостольство молитви» та Параманне. На території села є дві каплички: одна збудована сім'єю о. Михайла Вітовського у 1993 році, а інша, на честь Матері Божої (біля водоспаду), — у 2014 році на честь перемоги на Майдані. Також є три фігури Божої Матері, дві — Ісуса Христа і одна — апостола Павла.

## Парохи
- о. Іван Ґорецький (1921—1932),
- о. Омелян Ковальський(1935)
- о. Степан Малофій (1937—1945),
- о. Йосип Антків (1945—1954),
- о. Теодозій Курп'як (1954—1959),
- о. Степан Чир (1959—1991),
- о. Степан Барновський (травень 1991—жовтень 1991),
- о. Микола Довжук (1991—1992),
- о. Михайло Вітовський (1992—1999),
- о. Іван По-левий (1999—2001),
- о. Петро Мель-ничишин (2001—2002),
- о. Михайло Вітовський (з 2002).